# Đội tuyển bóng chuyền nữ quốc gia Thổ Nhĩ Kỳ

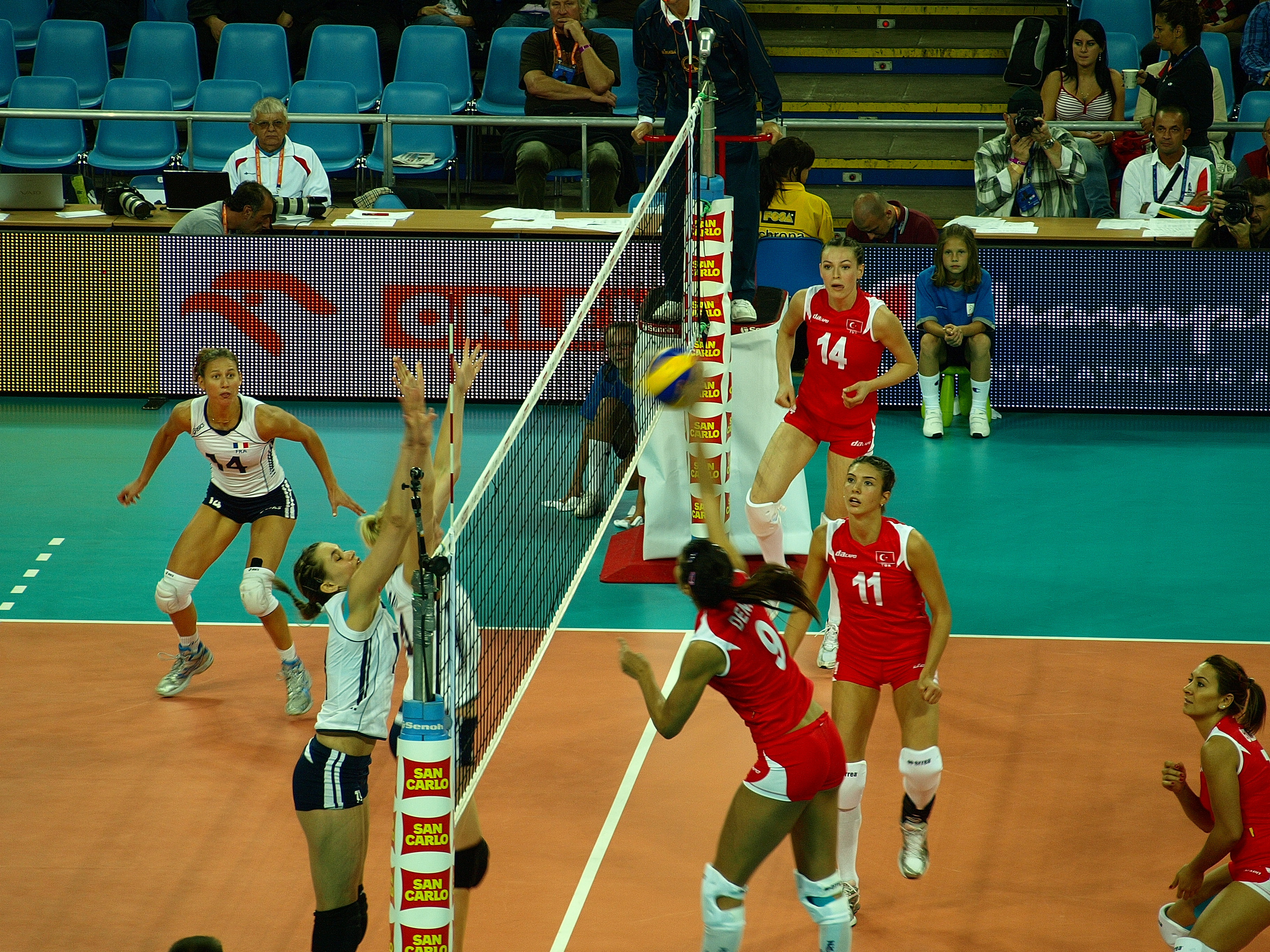
Thổ Nhĩ Kỳ đánh bại Pháp tại Giải vô địch châu Âu 2009 diễn ra tại Ba Lan.

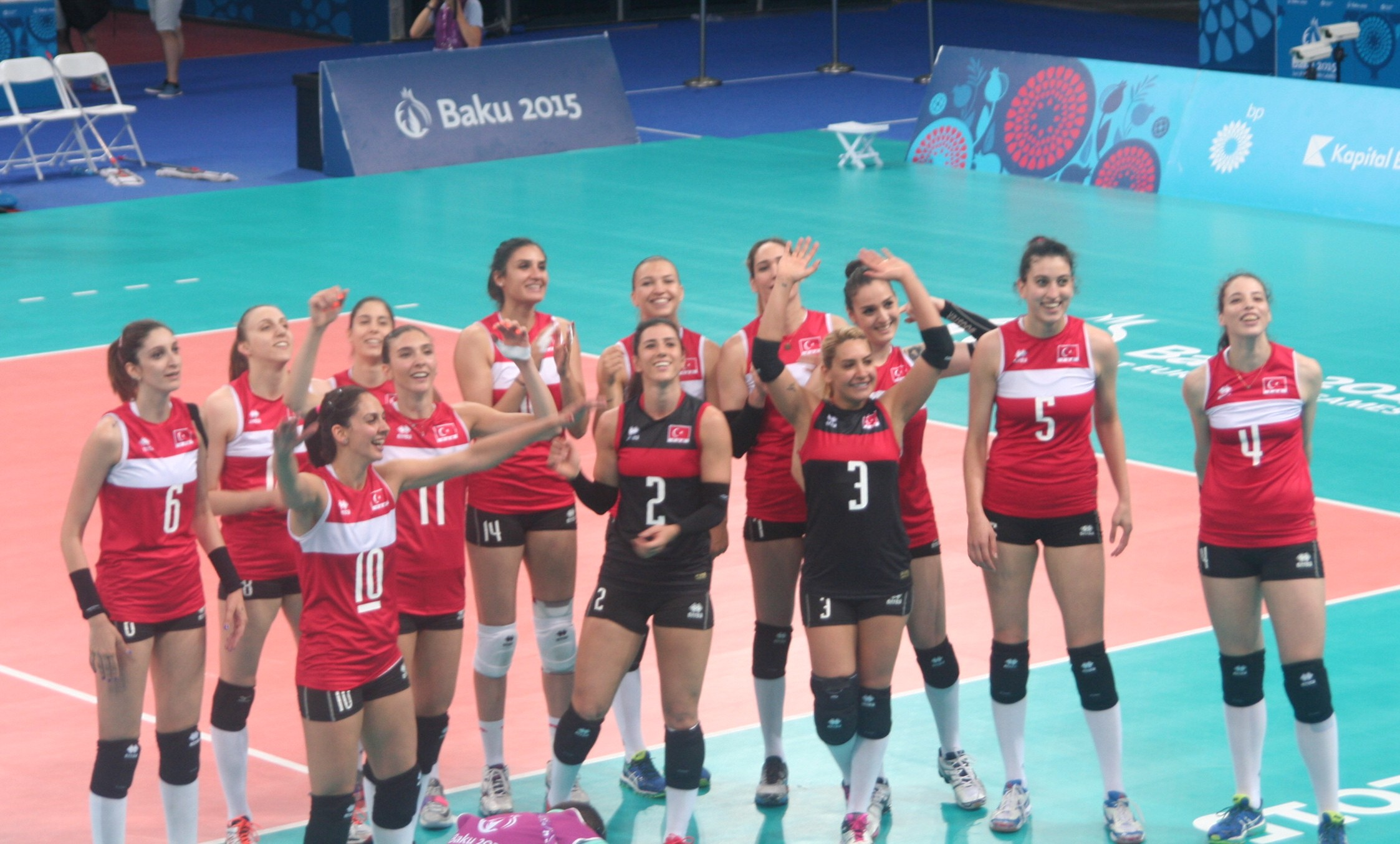
Thổ Nhĩ Kỳ giành Huy chương vàng tại Đại hội Thể thao châu Âu 2015.

Đội tuyển bóng chuyền nữ quốc gia Thổ Nhĩ Kỳ là một đội tuyển được quản lý bởi Liên đoàn bóng chuyền Thổ Nhĩ Kỳ đại diện cho Thổ Nhĩ Kỳ tham dự các giải đấu và trận đấu giao hữu bóng chuyền trên đấu trường quốc tế.
Đội hiện là một trong những đội tuyển xuất sắc nhất của Thổ Nhĩ Kỳ và được đặt biệt danh là "Filenin Sultanları" (tiếng Anh: Sultans of the Net) kể từ khi Giải vô địch bóng chuyền nữ châu Âu 2003 diễn ra ngay trên sân nhà. Đội hiện giữ vị trí số 1 thế giới trên bảng xếp hạng của FIVB tính đến tháng 7 năm 2023. Huấn luyện viên trưởng hiện tại của đội là ông Daniele Santarelli, người Ý.

## Lịch sử
Kỹ sư xây dựng Sabiha Gürayman là người phụ nữ Thổ Nhĩ Kỳ đầu tiên thi đấu môn bóng chuyền, môn thể thao này được du nhập vào Thổ Nhĩ Kỳ khoảng những năm 1910. Khi còn là một cô gái trẻ, Gürayman đã thi đấu cho đội bóng chuyền nữ Fenerbahçe, trước đó từng thi đấu cho đội nam của câu lạc bộ này. Bóng chuyền nữ Thổ Nhĩ Kỳ đã trải qua thời kỳ phát triển thần tốc kể từ những năm 2000, đạt được nhiều thành công nhất định ở cả cấp độ câu lạc bộ và đội tuyển quốc gia.
Đội đã có chuỗi bất bại 22 trận liên tiếp kể từ ngày 29 tháng 6 đến ngày 24 tháng 9 năm 2023. Trong giai đoạn thăng hoa đó, họ bất bại trong các trận đấu tại FIVB Nations League, Giải vô địch châu Âu và Vòng loại Thế vận hội Mùa hè.
Do đó, bóng chuyền nữ là một trong những môn thể thao được nhiều người theo dõi nhất ở Thổ Nhĩ Kỳ.

## Thành tích các giải đấu

### Thế vận hội Mùa hè
| Năm       | Thứ hạng                 | Thắng                    | Bại                      |
| --------- | ------------------------ | ------------------------ | ------------------------ |
| 2012      | Hạng 9                   | 2                        | 3                        |
| 2016      | Không vượt qua vòng loại | Không vượt qua vòng loại | Không vượt qua vòng loại |
| 2020      | Hạng 5                   | 3                        | 3                        |
| 2024      | Vượt qua vòng loại       | Vượt qua vòng loại       | Vượt qua vòng loại       |
| Tổng cộng | Tổng cộng                | 5                        | 6                        |

### Giải vô địch bóng chuyền nữ thế giới
| Năm       | Thứ hạng           | Thắng              | Bại                |
| --------- | ------------------ | ------------------ | ------------------ |
| 2006      | Hạng 10            | 5                  | 6                  |
| 2010      | Hạng 6             | 6                  | 5                  |
| 2014      | Hạng 9             | 5                  | 4                  |
| 2018      | Hạng 10            | 5                  | 4                  |
| 2022      | Hạng 7             | 6                  | 4                  |
| 2025      | Vượt qua vòng loại | Vượt qua vòng loại | Vượt qua vòng loại |
| Tổng cộng | 5/19               | 27                 | 23                 |

### Cúp bóng chuyền nữ vô địch thế giới
| Năm       | Thứ hạng | Thắng | Bại |
| --------- | -------- | ----- | --- |
| 2003      | 7th      | 5     | 6   |
| 2023      | 1        | 7     | 0   |
| Tổng cộng | 2/14     | 12    | 6   |

### World Grand Prix
| Năm       | Thứ hạng | Thắng | Bại |
| --------- | -------- | ----- | --- |
| 2008      | Hạng 7   | 4     | 5   |
| 2012      | 3        | 10    | 4   |
| 2013      | Hạng 8   | 6     | 3   |
| 2014      | Hạng 4   | 8     | 6   |
| 2015      | Hạng 11  | 2     | 7   |
| 2016      | Hạng 10  | 3     | 6   |
| 2017      | Hạng 11  | 2     | 7   |
| Tổng cộng | 7/25     | 35    | 38  |

### Nation League
| Năm       | Giải đấu       | Vị trí | Pld | W  | L  | SW  | SL  |
| --------- | -------------- | ------ | --- | -- | -- | --- | --- |
| 2018      | Vòng chung kết | 2      | 15  | 10 | 5  | 35  | 23  |
| 2019      | Vòng chung kết | Hạng 4 | 19  | 13 | 6  | 43  | 25  |
| 2021      | Vòng chung kết | 3      | 17  | 12 | 5  | 40  | 24  |
| 2022      | Vòng chung kết | Hạng 4 | 15  | 8  | 7  | 31  | 25  |
| 2023      | Vòng chung kết | 1      | 15  | 12 | 3  | 40  | 13  |
| Tổng cộng | 5/5            | 5/5    | 85  | 58 | 27 | 204 | 114 |

### Đại hội Thể thao Địa Trung Hải
| Năm       | Thứ hạng |
| --------- | -------- |
| 1975      | 3        |
| 1979      | Hạng 4   |
| 1983      | Hạng 5   |
| 1987      | 2        |
| 1991      | 2        |
| 1993      | 3        |
| 1997      | 2        |
| 2001      | 2        |
| 2005      | 1        |
| 2009      | 2        |
| 2013      | 2        |
| 2018      | 3        |
| 2022      | 2        |
| Tổng cộng | 13/13    |

### Đại hội Thể thao châu Âu
| Năm   | Thứ hạng | Thắng | Bại |
| ----- | -------- | ----- | --- |
| 2015  | 1        | 7     | 1   |
| Total | 1/1      | 7     | 1   |

### Giải vô địch bóng chuyền nữ châu Âu
| Năm       | Vòng đấu       | Vị trí  | Pld | W  | L  | SW  | SL  |
| --------- | -------------- | ------- | --- | -- | -- | --- | --- |
| 1963      | Vòng bảng      | Hạng 10 | 6   | 3  | 3  | 9   | 10  |
| 1967      | Vòng bảng      | Hạng 12 | 8   | 3  | 5  | 16  | 19  |
| 1981      | Vòng cuối cùng | Hạng 12 | 8   | 0  | 8  | 1   | 23  |
| 1989      | Vòng cuối cùng | Hạng 11 | 7   | 2  | 5  | 8   | 17  |
| 1995      | Vòng bảng      | Hạng 12 | 5   | 0  | 5  | 2   | 15  |
| 2003      | Chung kết      | 2       | 7   | 5  | 2  | 17  | 6   |
| 2005      | Vòng cuối cùng | Hạng 6  | 7   | 3  | 4  | 11  | 12  |
| 2007      | Vòng play-off  | Hạng 10 | 6   | 2  | 4  | 6   | 20  |
| 2009      | Vòng play-off  | Hạng 5  | 6   | 4  | 2  | 14  | 8   |
| 2011      | Bán kết        | 3       | 7   | 5  | 2  | 17  | 11  |
| 2013      | Tứ kết         | Hạng 7  | 5   | 3  | 2  | 9   | 8   |
| 2015      | Bán kết        | Hạng 4  | 6   | 4  | 2  | 12  | 8   |
| 2017      | Bán kết        | 3       | 7   | 4  | 3  | 15  | 12  |
| 2019      | Chung kết      | 2       | 9   | 7  | 2  | 24  | 12  |
| 2021      | Bán kết        | 3       | 9   | 8  | 1  | 25  | 5   |
| 2023      | Chung kết      | 1       | 9   | 9  | 0  | 27  | 6   |
| Tổng cộng | 16/33          | 16/33   | 112 | 62 | 50 | 213 | 192 |

### European League
| Năm       | Thứ hạng | Thắng | Bại |
| --------- | -------- | ----- | --- |
| 2009      | 2        | 11    | 3   |
| 2010      | 3        | 10    | 5   |
| 2011      | 2        | 11    | 3   |
| 2012      | 8th      | 5     | 7   |
| 2013      | 6th      | 6     | 6   |
| 2014      | 1        | 11    | 3   |
| 2015      | 2        | 11    | 3   |
| Tổng cộng | 7/12     | 65    | 30  |

### Montreux Volley Masters
| Năm       | Thứ hạng | Thắng | Bại |
| --------- | -------- | ----- | --- |
| 2007      | Hạng 6   | 2     | 3   |
| 2015      | 1        | 4     | 1   |
| 2016      | 3        | 3     | 2   |
| 2018      | 3        | 4     | 1   |
| 2019      | Hạng 5   | 3     | 1   |
| Tổng cộng | 5/34     | 16    | 8   |

### Đại hội Thể thao Đoàn kết Hồi giáo
| Năm       | Thứ hạng | Thắng | Bại |
| --------- | -------- | ----- | --- |
| 2021      | 1        | 4     | 0   |
| Tổng cộng | 1/1      | 4     | 0   |

## Danh sách cầu thủ
Dưới đây là danh sách các cầu thủ tham dự Giải vô địch bóng chuyền nữ thế giới 2022 diễn ra tại Hà Lan và Ba Lan.
Huấn luyện viên trưởng:  Daniele Santarelli
| Số thứ tự | Tên | Vị trí thi đấu       | Ngày, tháng, năm sinh | Chiều cao          | Cân nặng       | Đập bóng        | Chắn bóng       | Câu lạc bộ đang thi đấu ở mùa giải 2023–2024 |
| --------- | --- | -------------------- | --------------------- | ------------------ | -------------- | --------------- | --------------- | -------------------------------------------- |
| 1         | L   | Gizem Örge           | 26 tháng 4 năm 1993   | 1,72 m (5 ft 8 in) | 65 kg (143 lb) | 250 cm (98 in)  | 245 cm (96 in)  | Fenerbahçe Opet                              |
| 2         | L   | Simge Şebnem Aköz    | 23 tháng 4 năm 1991   | 1,68 m (5 ft 6 in) | 55 kg (121 lb) | 250 cm (98 in)  | 245 cm (96 in)  | Eczacıbaşı Dynavit                           |
| 3         | S   | Cansu Özbay          | 17 tháng 10 năm 1996  | 1,82 m (6 ft 0 in) | 75 kg (165 lb) | 298 cm (117 in) | 290 cm (110 in) | Vakıfbank                                    |
| 4         | O   | Melissa Vargas       | 16 tháng 10 năm 1999  | 1,93 m (6 ft 4 in) | 78 kg (172 lb) | 326 cm (128 in) | 315 cm (124 in) | Fenerbahçe Opet                              |
| 5         | L   | Ayça Aykaç           | 27 tháng 2 năm 1996   | 1,76 m (5 ft 9 in) | 67 kg (148 lb) | 304 cm (120 in) | 294 cm (116 in) | Vakıfbank                                    |
| 6         | MB  | Kübra Akman          | 13 tháng 10 năm 1994  | 2,00 m (6 ft 7 in) | 88 kg (194 lb) | 310 cm (120 in) | 300 cm (120 in) | Vakıfbank                                    |
| 7         | OH  | Hande Baladın        | 1 tháng 9 năm 1997    | 1,89 m (6 ft 2 in) | 71 kg (157 lb) | 310 cm (120 in) | 300 cm (120 in) | Eczacıbaşı Dynavit                           |
| 8         | MB  | Yasemin Güveli       | 5 tháng 1 năm 1999    | 1,88 m (6 ft 2 in) | 76 kg (168 lb) | 310 cm (120 in) | 301 cm (119 in) | Eczacıbaşı Dynavit                           |
| 9         | O   | Meliha Diken         | 17 tháng 9 năm 1993   | 1,88 m (6 ft 2 in) | 70 kg (150 lb) | 310 cm (120 in) | 301 cm (119 in) | Fenerbahçe Opet                              |
| 11        | OH  | Derya Cebecioğlu     | 24 tháng 10 năm 2000  | 1,82 m (6 ft 0 in) | 65 kg (143 lb) | 304 cm (120 in) | 294 cm (116 in) | Vakıfbank                                    |
| 12        | S   | Elif Şahin           | 19 tháng 1 năm 2001   | 1,90 m (6 ft 3 in) | 68 kg (150 lb) | 302 cm (119 in) | 300 cm (120 in) | Eczacıbaşı Dynavit                           |
| 14        | MB  | Eda Erdem Dündar (c) | 22 tháng 6 năm 1987   | 1,88 m (6 ft 2 in) | 73 kg (161 lb) | 311 cm (122 in) | 305 cm (120 in) | Fenerbahçe Opet                              |
| 16        | OH  | Saliha Şahin         | 5 tháng 11 năm 1998   | 1,86 m (6 ft 1 in) | 68 kg (150 lb) | 304 cm (120 in) | 294 cm (116 in) | Grupa Azoty Chemik Police                    |
| 18        | MB  | Zehra Güneş          | 7 tháng 7 năm 1999    | 1,96 m (6 ft 5 in) | 88 kg (194 lb) | 315 cm (124 in) | 295 cm (116 in) | Vakıfbank                                    |
| 19        | MB  | Aslı Kalaç           | 13 tháng 12 năm 1995  | 1,85 m (6 ft 1 in) | 73 kg (161 lb) | 315 cm (124 in) | 295 cm (116 in) | Fenerbahçe Opet                              |
| 22        | OH  | İlkin Aydın          | 5 tháng 1 năm 2000    | 1,83 m (6 ft 0 in) | 67 kg (148 lb) | 310 cm (120 in) | 298 cm (117 in) | Galatasaray HDI Sigorta                      |
| 99        | O   | Ebrar Karakurt       | 17 tháng 1 năm 2000   | 1,97 m (6 ft 6 in) | 72 kg (159 lb) | 325 cm (128 in) | 312 cm (123 in) | Lokomotiv Kaliningrad                        |